# Харбор Ајл (Њујорк)
Харбор Ајл (енгл. Harbor Isle) насељено је место без административног статуса у америчкој савезној држави Њујорк.

## Демографија
По попису из 2010. године број становника је 1.301, што је 33 (-2,5%) становника мање него 2000. године.
| Група             | 2000.         | 2010.         |
| Белци             | 1.269 (95,1%) | 1.178 (90,5%) |
| Афроамериканци    | 2 (0,1%)      | 10 (0,8%)     |
| Азијати           | 15 (1,1%)     | 23 (1,8%)     |
| Хиспаноамериканци | 45 (3,4%)     | 77 (5,9%)     |
| Укупно            | 1.334         | 1.301         |